# スルタン・ソスナリエフ
スルタン・ソスナリエフ（ロシア語: Султан Асламбекович Сосналиев、1942年4月23日 - 2008年）は、現在一部の国家から承認されているアブハジア共和国の政治家、軍人。中将。元国防相。アブハジア英雄。カバルダ人。

## 経歴
スィズラン飛行士軍事航空学校、G.ジューコフ名称軍事指揮アカデミーを卒業。
ソ連防空軍に29年間勤務し、飛行士から航空連隊長、航空センター長までを歴任した。
1992年10月から、アブハジア軍参謀総長兼国防第一次官。1993年5月～1996年8月、国防相。
2005年2月25日、国防相兼副首相に任命。2007年5月に退任。

## パーソナル
妻帯、1児と2人の孫を有した。
アブハジア英雄（1994年）。ソ連功労軍事飛行士。戦闘赤旗勲章を受章。